# Pantego (Carolina del Nord)
Pantego è un comune degli Stati Uniti d'America, situato in Carolina del Nord, nella contea di Beaufort.